# オットマール・ヴァルター
オットマール・ヴァルター（Ottmar Walter、1924年3月6日 -2013年6月16日）は、ドイツ出身の元サッカー選手。ポジションはFW。実兄のフリッツ・ヴァルターは1940年代から1950年代に活躍したサッカー選手で、初代ドイツ代表名誉キャプテンに選出された人物である。

## 経歴
オットマールは兄のフリッツと共に1.FCカイザースラウテルンで活躍。また西ドイツ代表にも兄と共に選出され、1954年のFIFAワールドカップ・スイス大会ではレギュラーとして優勝に貢献するなど、1950年から1956年までに国際Aマッチ21試合出場10得点を記録した。
しかし、第二次世界大戦当時に負った右膝の怪我が元で1956年に32歳で現役を引退。引退後はガソリンスタンドを経営していた。
2004年3月6日の誕生日にドイツ連邦共和国功労勲章を受章。また同じ日に、兄の名を冠したフリッツ・ヴァルター・シュタディオンの北側スタンド入り口の門は、彼の功績を記念して「オットマール・ヴァルター門」と改称されている。
2013年6月16日、死去したことが明らかにされた。89歳没。